# Ezekiel Kemboi
Ezekiel Kemboi Cheboi (Matira, 25 maggio 1982) è un siepista keniota, due volte campione olimpico (Atene 2004 e Londra 2012) e quattro volte campione mondiale (Berlino 2009, Taegu 2011, Mosca 2013 e Pechino 2015).

## Biografia
Kemboi non aveva mai praticato l'atletica fino al 2001 all'età di 19 anni, quando abbandonò la scuola e vinse i Campionati africani juniores nonostante una caduta.
Nel 2002 Kemboi arrivò secondo ai Giochi del Commonwealth dietro al compatriota Stephen Cherono. Lo stesso anno Kemboi si piazzò al quarto posto durante i Campionati africani, ma fu successivamente premiato con la medaglia di bronzo dopo che il vincitore, il marocchino Brahim Boulami, fu sospeso per doping.
Ai Mondiali 2003 Kemboi fu protagonista di un'entusiasmante lotta contro l'ex compagno Saif Saaeed Shaheen (già Stephen Cherono) il quale aveva ceduto all'offerta della federazione del Qatar per rappresentare lo stato asiatico, cambiando anche il proprio nome. Alla fine della corsa Shaheen precedette Kemboi di poco meno di un secondo, ma questi si rifece parzialmente quello stesso anno vincendo l'oro ai Giochi panafricani.
Alla vigilia dei Giochi olimpici di Atene 2004 Kemboi era considerato il favorito numero uno, soprattutto a causa dell'assenza forzata di Shaheen, dal momento che secondo le regole del Comitato Olimpico Nazionale del Kenya un atleta che cambia nazionalità non può prendere parte alla manifestazione olimpica prima che siano trascorsi 3 anni dall'avvenuto cambiamento.
La corsa rispettò subito i pronostici con i tre kenioti, Kemboi, Brimin Kipruto e Paul Kipsiele Koech che comandano la gara dall'inizio alla fine, vincendo rispettivamente la medaglia d'oro, d'argento e di bronzo.
Nell'agosto 2005 vinse la medaglia d'argento ai Mondiali di Helsinki ripetendosi due anni dopo ad Osaka 2007, mentre nel marzo 2006 conquistò l'oro ai Giochi del Commonwealth.
Il 1º settembre 2011 a Taegu (Corea del Sud) vince la medaglia d'oro nei 3000 metri siepi grazie ad una grande progressione negli ultimi 200 m con la quale riesce a lasciarsi dietro il favorito Brimin Kipruto.

## Palmarès

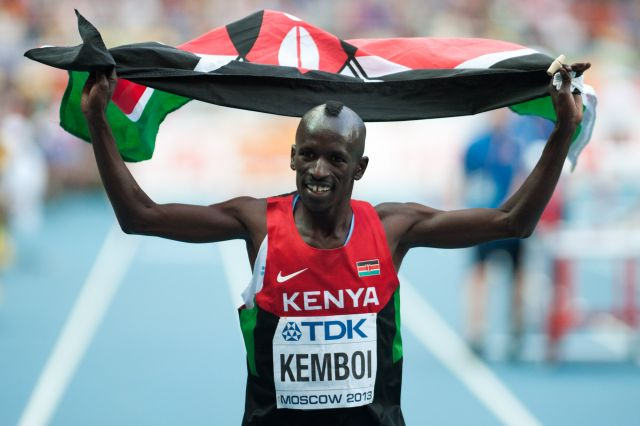
Ezekiel Kemboi celebra il suo terzo oro mondiale consecutivo a Mosca 2013

| Anno | Manifestazione               | Sede           | Evento       | Risultato | Prestazione | Note                  |
| ---- | ---------------------------- | -------------- | ------------ | --------- | ----------- | --------------------- |
| 2001 | Campionati africani juniores | Réduit         | 3000 m siepi | Oro       | 8'39"80     |                       |
| 2002 | Campionati africani          | Tunisi         | 3000 m siepi | Bronzo    | 8'27"14     |                       |
| 2002 | Giochi del Commonwealth      | Manchester     | 3000 m siepi | Argento   | 8'19"78     |                       |
| 2003 | Giochi panafricani           | Abuja          | 3000 m siepi | Oro       | 8'12"27     |                       |
| 2003 | Mondiali                     | Saint-Denis    | 3000 m siepi | Argento   | 8'05"11     |                       |
| 2004 | Giochi olimpici              | Atene          | 3000 m siepi | Oro       | 8'05"81     |                       |
| 2005 | Mondiali                     | Helsinki       | 3000 m siepi | Argento   | 8'14"95     |                       |
| 2006 | Giochi del Commonwealth      | Melbourne      | 3000 m siepi | Oro       | 8'18"17     |                       |
| 2007 | Giochi panafricani           | Algeri         | 3000 m siepi | Argento   | 8'16"93     |                       |
| 2007 | Mondiali                     | Osaka          | 3000 m siepi | Argento   | 8'16"94     |                       |
| 2008 | Giochi olimpici              | Pechino        | 3000 m siepi | 7º        | 8'16"38     |                       |
| 2009 | Mondiali                     | Berlino        | 3000 m siepi | Oro       | 8'00"43     | Record dei campionati |
| 2010 | Campionati africani          | Nairobi        | 3000 m siepi | Argento   | 8'26"13     |                       |
| 2010 | Giochi del Commonwealth      | Delhi          | 3000 m siepi | Argento   | 8'18"47     |                       |
| 2011 | Mondiali                     | Taegu          | 3000 m siepi | Oro       | 8'14"85     |                       |
| 2012 | Giochi olimpici              | Londra         | 3000 m siepi | Oro       | 8'18"56     |                       |
| 2013 | Mondiali                     | Mosca          | 3000 m siepi | Oro       | 8'06"01     |                       |
| 2014 | Giochi del Commonwealth      | Glasgow        | 3000 m siepi | Bronzo    | 8'19"73     |                       |
| 2014 | Campionati africani          | Marrakech      | 3000 m siepi | Bronzo    | 8'39"30     |                       |
| 2015 | Mondiali                     | Pechino        | 3000 m siepi | Oro       | 8'11"28     |                       |
| 2016 | Giochi olimpici              | Rio de Janeiro | 3000 m siepi | Finale    | dq          |                       |
| 2017 | Mondiali                     | Londra         | 3000 m siepi | 11º       | 8'29"38     |                       |

## Campionati nazionali
2000
- 4º ai campionati kenioti juniores, 3000 m siepi - 8'48"00 m

2002
- Argento ai campionati kenioti, 3000 m siepi - 8'18"31

2003
- Oro ai campionati kenioti, 3000 m siepi - 8'21"7 m

2006
- Oro ai campionati kenioti, 3000 m siepi - 8'21"9 m

2007
- Oro ai campionati kenioti, 3000 m siepi - 8'26"2 m

2010
- Bronzo ai campionati kenioti, 3000 m siepi - 8'34"2 m

2011
- Bronzo ai campionati kenioti, 3000 m siepi - 8'24"8 m

2018
- 6º ai campionati kenioti, 3000 m siepi - 8'34"90

## Altre competizioni internazionali
2003

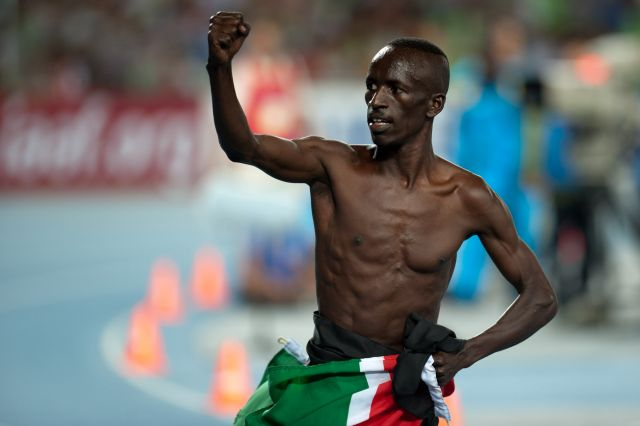
Ezekiel Kemboi festeggia il titolo mondiale conquistato a Taegu 2011

- Bronzo alla World Athletics Final ( Monaco), 3000 m siepi - 8'11"79

2004
- Argento alla World Athletics Final ( Monaco), 3000 m siepi - 8'02"98

2005
- Argento alla World Athletics Final ( Monaco), 3000 m siepi - 8'09"04
- 12º al Memorial Peppe Greco ( Scicli) - 31'34"

2006
- 5º alla World Athletics Final ( Stoccarda), 3000 m siepi - 8'18"01

2007
- Oro all'Athens Grand Prix Tsiklitiria ( Atene), 3000 m siepi - 8'05"50

2008
- Argento alla World Athletics Final ( Stoccarda), 3000 m siepi - 8'15"32

2009
- Oro alla World Athletics Final ( Salonicco), 3000 m siepi - 8'04"38
- Oro al Weltklasse Zürich ( Zurigo), 3000 m siepi - 8'04"44
- 9º al Memorial Peppe Greco ( Scicli) - 30'28"

2010
- Oro al Weltklasse Zürich ( Zurigo), 3000 m siepi - 8'01"74
- Bronzo al Meeting Areva ( Parigi), 3000 m siepi - 8'03"79

2011
- Argento all'Herculis ( Monaco), 3000 m siepi - 7'55"76
- Argento al Meeting Areva ( Parigi), 3000 m siepi - 8'07"14

2012
- 4º al Giro podistico internazionale di Castelbuono ( Castelbuono) - 31'08"

2015
- 21º alla San Silvestro Vallecana ( Madrid) - 30'36"

2018
- 10º al Giro podistico internazionale di Castelbuono ( Castelbuono) - 37'17"